# (256699) Poudai
(256699) Poudai est un astéroïde de la ceinture principale.

## Description
(256699) Poudai est un astéroïde de la ceinture principale. Il fut découvert le 7 janvier 2008 à l'Observatoire de Lulin par Ye Quan-Zhi et Hong Qin Lin. Il présente une orbite caractérisée par un demi-grand axe de 2,58 UA, une excentricité de 0,07 et une inclinaison de 8,8° par rapport à l'écliptique.

## Compléments